# République tchèque aux Jeux européens de 2015
La République tchèque était présente aux Jeux européens de 2015, la première édition des Jeux européens, organisée à Bakou, en Azerbaïdjan.

## Médailles
| Sport                   | Discipline               | Athlète(s)                                      | Performance | Date    |
| Médaille d'or : 0       |                          |                                                 |             |         |
| Médailles d'argent : 2  |                          |                                                 |             |         |
| Canoë-kayak             | Hommes - C1-1000m        | Martin Fuksa                                    |             | 15 juin |
| Judo                    | Hommes - Moins de 100 kg | Lukáš Krpálek                                   |             | 27 juin |
| Médailles de bronze : 5 |                          |                                                 |             |         |
| Canoë-kayak             | Hommes - C1-200m         | Martin Fuksa                                    |             | 16 juin |
| Cyclisme                | Hommes - Men's road race | Petr Vakoč                                      |             | 21 juin |
| Cyclisme                | Femmes - BMX             | Aneta Hladíková                                 |             | 28 juin |
| Tennis de table         | Femmes - par équipes     | Hana Matelová Renata Štrbiková Iveta Vacenovská |             | 15 juin |
| Volley-ball             | Hommes - Beach volley    | Haralds Regza Mārtiņš Pļaviņš                   |             | 21 juin |